# HD 192699
Chechia eller HD 187734 är en ensam stjärna belägen i den mellersta delen av stjärnbilden Örnen. Den har en skenbar magnitud av ca 6,44 och är mycket svagt synlig för blotta ögat där ljusföroreningar ej förekommer. Baserat på parallax enligt Gaia Data Release 2 på ca 13,9 mas, beräknas den befinna sig på ett avstånd på ca 235 ljusår (ca 72 parsek) från solen. Den rör sig bort från solen med en heliocentrisk radialhastighet på ca 13 km/s.

## Nomenklatur
HD 192699 fick på förslag av Tunisien namnet Chechia i NameExoWorlds-kampanjen som 2019 anordnades av International Astronomical Union. Chechia är benämning på en traditionell röd yllehatt.

## Egenskaper
HD 192699 är en gul till vit underjättestjärna av spektralklass G8 IV Den har en massa som är ca 1,3 solmassor, en radie som är ca 4,4 solradier och har ca 12 gånger solens utstrålning av energi från dess fotosfär vid en effektiv temperatur av ca 5 000 K.

## Planetsystem
I april 2007 tillkännagavs upptäckten av en exoplanet som kretsar kring stjärnan. Planeten HD 192699 b upptäcktes samtidigt som HD 175541 b och HD 210702 b.
| Planet | Massa             | Halv storaxel (AE) | Siderisk omloppstid (d) | Excentricitet | Inklination | Radie |
| ------ | ----------------- | ------------------ | ----------------------- | ------------- | ----------- | ----- |
| b      | ≥2,096± 0,0093 MJ | 1,063 ± 0,049      | 340,94 ± 0,92           | 0,082 ± 0,041 | -           | -     |